# Mama, Kaśka, ja i gangsterzy
Mama, Kaśka, ja i gangsterzy – powieść Ewy Ostrowskiej wydana w 1984 roku.
Akcja książki toczy się podczas ostatnich tygodni roku szkolnego oraz w czasie wakacji. 
Główną bohaterką i zarazem narratorką jest 14-letnia Danuta Sosnowska, uczennica klasy ósmej. Danka ma siostrę bliźniaczkę Kaśkę (do której nie jest podobna) oraz zwariowaną mamę, która według bliźniaczek jest raczej antytalentem kulinarnym.
Po zakończeniu roku szkolnego rodzina wyjeżdża na Mazury samochodem, który wcześniej został wygrany na loterii. Podczas podróży niespodziewanie w samochodzie pęka opona, co rozpoczyna prawdziwe letnie przygody.
Podczas pobytu nad Jeziorem Mokrym, składają im wizyty gangsterzy, przemytnicy wartościowych starych monet. Następnie nad Mokre przybywa inny gość, kapitan Andrzej Piotrowski, którego na początku główna bohaterka uważała za jednego z gangsterów. Jednak wkrótce z pomocą kapitana szajka zostaje złapana. Po udanej akcji pan Andrzej składa wizytę bliźniaczkom i ich mamie. W książce pojawia się wątek kryptograficzny, gdy bohaterka wysyła list z ukrytym przekazem.

## Bohaterowie
Danuta Sosnowska (Dankowska, Jastrzębie Ucho) – główna bohaterka. Zakompleksiona nastolatka, niska osoba z leciutką nadwagą. Na wakacjach chciała wspólnie z siostrą zdemaskować gang przemytników starych monet, jednak później postanowiła zrobić to sama. Jest inteligentną i bystrą dziewczyną, uczy się tylko na trójki.
Katarzyna Sosnowska (Wysmukła Łania) – siostra Danki. Jest o pięć minut młodsza od swojej siostry bliźniaczki. Jest zupełnie niepodobna do Dankowskiej, ponieważ jest wysoka, smukła i mądra. Kaśka potrafi gwałtownie omdlewać i zalać się na poczekaniu gorzkimi łzami, czego na początku zazdrościła jej Danka. 
Barbara Sosnowska (Rącza Gazela) – mama Danki i Kaśki. Mąż zostawił ją samą z bliźniaczkami, gdy miała niespełna 20 lat. Osoba trochę zwariowana. Nigdy nie ukarała swoich córek. Jest nadmiernie ufna, nad jeziorem Mokrym też na początku wierzyła przebierańcom z szajki, ale po wyjaśnieniu całej sprawy przez Dankę i Kaśkę, straciła do gangsterów zaufanie, choć wcale tego nie pokazywała. Zakochała się z wzajemnością w Andrzeju Piotrowskim. Miłośniczka zwierząt.
Andrzej Piotrowski – pomógł zdemaskować gangsterów. Zakochał się w mamie bliźniaczek z wzajemnością. Dankowska na początku nie lubiła go, ale przekonała się, że nie jest oszustem i w końcu zaprzyjaźniła się z nim.